# Subgrupo

Las raíces de la unidad en el plano complejo forman un subgrupo del grupo circular U(1).

En álgebra, dado un grupo G con una operación binaria *, se dice que un subconjunto no vacío H de G es un subgrupo de G si H también forma un grupo bajo la operación *. O de otro modo, H es un subgrupo de G si la restricción de * a H satisface los axiomas de grupo.
Un subgrupo propio de un grupo G es un subgrupo H que es un subconjunto propio de G (es decir H ≠ G). El subgrupo trivial de cualquier grupo es el subgrupo {e} que consiste solamente en el elemento identidad.
El grupo G a veces se denota por el par ordenado (G, *), generalmente para acentuar la operación * cuando G lleva varias estructuras algebraicas o de otro tipo. En lo siguiente, se sigue la convención usual y se escribe el producto a*b como simplemente ab.

## Definición de un subgrupo
Decimos que un subconjunto {\displaystyle F} de un grupo {\displaystyle G} es un subgrupo de  {\displaystyle G} cuando {\displaystyle F} es un grupo con la operación  ( de adición o multiplicación) de {\displaystyle G}  restringida a los elementos de {\displaystyle F}.

### Proposición
Sean {\displaystyle (G,\circ )} un grupo y {\displaystyle H\subset G:H\neq \emptyset }. El grupo {\displaystyle (H,\circ )} se llama Subgrupo de {\displaystyle (G,\circ )} si y solo si:
- la operación binaria es cerrada en H: {\displaystyle \forall a,b\in H\Rightarrow a\circ b\in H}.
- H contiene los elementos inversos: {\displaystyle \forall a\in H\Rightarrow a^{-1}\in H}.

Las dos últimas condiciones pueden expresarse de forma equivalente en una sola:
- {\displaystyle \forall a,b\in H\Rightarrow a\circ b^{-1}\in H}.

En el caso de que H sea finito, es suficiente que H sea cerrado bajo producto, puesto que la existencia de los inversos se sigue automáticamente en ese caso.
La operación binaria es siempre asociativa en H puesto que es asociativa para todas las ternas de elementos de G, y todos los elementos de H pertenecen a G.

## Propiedades de los subgrupos
- Todo grupo G con más de un elemento tiene al menos dos subgrupos:[1]
  - el subgrupo trivial {e}, que contiene solo al elemento identidad.
  - el mismo G, que es el subgrupo máximo de G.

- Dados dos subgrupos H y K de un grupo G, la intersección {\displaystyle H\cap K} es un subgrupo.[7] En general, la unión de subgrupos no forma un subgrupo, salvo que uno de ellos esté contenido en el otro.[8]

- Dado un subgrupo H de un grupo G, se puede definir un homomorfismo natural {\displaystyle \varphi :H\hookrightarrow G} definido por {\displaystyle \varphi (x)=x}. Dicha función es la inyección canónica de H en G.

- Todo elemento a de un grupo G genera un subgrupo cíclico <a>. Si <a> es isomorfo a Z/n Z para algún número entero positivo n, entonces n es el número entero positivo más pequeño para el cual an = e, y n se llama el orden de a. Si <a> es isomorfo a Z, entonces a se dice que tiene orden infinito.

- Si S es un subconjunto de G, entonces existe un subgrupo mínimo de G que contiene S: es el subgrupo generado por S y se denota por <S>. Un elemento de G está en <S> si y solamente si es un producto finito de elementos de S y de sus inversos.

- El centro de un grupo G, denotado por {\displaystyle Z(G)}, es el subgrupo que contiene a todos los elementos que conmutan con cualquier elemento g de G. El centro es siempre un subgrupo normal y abeliano. El centro de un grupo abeliano G es el propio G.

- Los subgrupos de cualquier grupo dado forman un reticulado completo bajo inclusión. El ínfimo del retículo, dado por la intersección de conjuntos, es el subgrupo trivial {e}. En cambio el supremo no es la unión de conjuntos, sino el subgrupo generado por la unión, y es el mismo G.

## Clases laterales y Teorema de Lagrange

Clases laterales de Z_{2} en Z_{8}.

Dados un subgrupo H de G y algún {\displaystyle a\in G}, definimos la clase lateral izquierda {\displaystyle aH=\{ah:h\in H\}}. Las clases izquierdas son las clases de equivalencia que corresponden a la relación de equivalencia a ~ b ssi b = ah para algún h en H.
Puesto que a es inversible, la función {\displaystyle \varphi :H\rightarrow aH} dada por {\displaystyle h\mapsto ah} es una biyección. Por tanto, cada clase lateral de H contiene tantos elementos como el subgrupo H; el mismo H es la clase lateral representada por eH. Las clases laterales izquierdas forman una partición de G: todo elemento de G está contenido en exactamente una y solo una clase izquierda de H, o dicho de otro modo, G es la unión disjunta de las clases laterales izquierdas de H.
Las clases laterales derechas se definen análogamente: {\displaystyle Ha=\{ha:h\in H\}}.  Son también las clases de equivalencia correspondientes a una relación de equivalencia análoga: {\displaystyle a\sim b\iff b=ha} para algún {\displaystyle h\in H}.
El número de clases izquierdas y clases derechas de H es el mismo, se llama el índice de H en G y se denota por [G:H].  El teorema de Lagrange establece que
{\displaystyle [G:H]\cdot |H|=|G|}
donde |G| y |H| denotan los cardinales de G y de H, respectivamente.  En particular, si G es finito, entonces la cardinalidad de todo subgrupo de G y el orden de cada elemento de G debe ser un divisor de |G|.

## Subgrupos normales
Dados un subgrupo H de G, si aH = Ha para cada a en G, es decir, las clases laterales por la izquierda y por la derecha coinciden, entonces H es un subgrupo normal. En un grupo abeliano todo subgrupo es normal. Los subgrupos normales son claves en los homomorfismos de grupos y permiten definir grupos cociente.
Todo grupo G contiene al menos dos subgrupo normales: el subgrupo trivial y el propio G; si no tiene ningún otro subgrupo normal entonces G es un grupo simple.